# Зигуненко, Илья Ефимович
Илья́ Ефи́мович Зигуне́нко (1926, село Родыки, Красногвардейский район, Ставропольский край — 27 марта 1945, Шюмег, Венгрия) — старший сержант, стрелок 1-го стрелкового полка, 99-й стрелковой дивизии, 46-й армии 1-го Украинского Фронта, участник Великой Отечественной войны. Герой Советского Союза (1945)

## Биография
Илья Зигуненко родился в селе Родыки ныне Красногвардейского района Ставропольского края. Русский. Окончил 5 классов школы. Когда началась Великая Отечественная война Илье Зигуненко было 15 лет. В начале 1944 года он ушёл на фронт добровольцем.
Погиб при сражении 27 марта 1945 года возле города Шюмег, Венгрия.

## Подвиг
В ночь с 4 на 5 декабря 1944 года Илья Зигуненко возле венгерского города Эрчи участвовал в форсировании реки Дунай, чтобы захватить плацдарм на противоположном берегу реки.
5 декабря 1944 года Илья Зигуненко, несмотря на сильный огонь противника, первым достиг правого берега Дуная и пулемётными очередями стал расчищать путь для высадки остальных бойцов. Илья Зигуненко, продолжая бой в одиночестве и не ожидая, пока остальные высадятся на берег, взобрался на высоту и захватил плацдарм. В течение всего дня Илья Зигуненко в одиночестве отразил четыре атаки противника, удержав свой рубеж. В этом сражении он уничтожил 24 немецких солдата и взял в плен 5 противников.
За отличие при форсировании Дуная Указом от 24.03.1945 года Золотой Звездой Героя Советского Союза наградили ещё 14 воинов  из 2-го стрелкового батальона 1-го стрелкового полка старшего лейтенанта Забобонова Ивана Семеновича, в том числе: старшего лейтенанта Милова Павла Алексеевича, старшего лейтенанта Чубарова Алексея Кузьмича, лейтенанта Храпова Николая Константиновича, лейтенанта Колычева Олега Федосеевича, младшего лейтенанта Кутуева Рауфа Ибрагимовича, старшего сержанта Шарпило Петра Демьяновича, сержанта Ткаченко Ивана Васильевича, сержанта Полякова Николая Федотовича, рядового Зигуненко Ильи Ефимовича, рядового Остапенко Ивана Григорьевича, рядового Мележика Василия Афанасьевича, рядового Зубовича Константина Михайловича, рядового Трошкова Александра Даниловича...

## Награды
- Золотая Звезда — награждён 24 марта 1945 года за проявленные мужество и отвагу при форсировании реки Дунай;
- орден Ленина.